# Яромеж (Квідзинський повіт)
Яромеж (пол. Jaromierz, нім. Germen) — село в Польщі, у гміні Ґардея Квідзинського повіту Поморського воєводства.
Населення — 126 осіб (2011).
У 1975-1998 роках село належало до Ельблонзького воєводства.

## Демографія
Демографічна структура станом на 31 березня 2011 року:
|          | Загалом | Допрацездатний вік | Працездатний вік | Постпрацездатний вік |
| -------- | ------- | ------------------ | ---------------- | -------------------- |
| Чоловіки | 62      | 10                 | 47               | 5                    |
| Жінки    | 64      | 11                 | 39               | 14                   |
| Разом    | 126     | 21                 | 86               | 19                   |